# Design Museum w Londynie
Design Museum w Londynie – niewielkich rozmiarów muzeum położone nad Tamizą nieopodal Tower Bridge w samym centrum stolicy Wielkiej Brytanii. Muzeum prezentuje eksponaty związane z szeroko pojętym wzornictwem – architektonicznym, przemysłowym, użytkowym, związanym z modą, jak również grafiki. Zostało założone w 1989 z inicjatywy znanego londyńskiego restauratora, projektanta i  dekoratora wnętrz Terence Cornana. Jest uważane za pierwsze w świecie muzeum poświęcone wzornictwu. 
Muzeum mieści się w zaadaptowanym na jego potrzeby magazynie z połowy XX wieku. W przestrzeni pomiędzy muzeum a przepływająca tuż obok Tamizą znajduje się wielka rzeźba Head of Invention (Głowa Wynalazczości) autorstwa znanego szkockiego rzeźbiarza Eduardo Paolozziego. W przeciwieństwie do wielu dużych londyńskich muzeów, wstęp na teren obiektu jest płatny. Z uwagi na to, iż jednostka nie jest subsydiowana przez rząd, forma finansowania działalności zbliżona jest do organizacji pożytku publicznego, a wpływy z biletów są dokładnie księgowane i przeznaczane na utrzymanie muzeum i zakup nowych eksponatów. Muzeum jest odwiedzane co roku przez około 200 tys. osób.